# Çlirim Reçica
Çlirim Reçica (* 29. Juni 1999 in Lörrach) ist ein kosovarisch-deutscher Fußballspieler.

## Karriere

### Verein
Reçica begann seine Karriere beim SV Weil. Im Dezember 2012 wechselte er in die Schweiz in die Jugend des FC Basel. Im Dezember 2015 kehrte er nach Deutschland zurück und wechselte zu den B-Junioren des SC Freiburg. Zur Saison 2016/17 schloss er sich den A-Junioren des Offenburger FV an, zur Saison 2017/18 wechselte er zum VfR Aalen.
Zur Saison 2018/19 wechselte Reçica zum fünftklassigen SV Oberachern. Für Oberachern kam er in der Saison 2018/19 zu neun Einsätzen in der Oberliga. Zur Saison 2019/20 wechselte er zum ebenfalls fünftklassigen Wormatia Worms. Für Wormatia kam er bis zum Saisonabbruch zu 16 Einsätzen in der fünfthöchsten Spielklasse. Zur Saison 2020/21 wechselte der Abwehrspieler nach Österreich zu den drittklassigen Amateuren des FC Wacker Innsbruck.
Nach zwölf Einsätzen für Wacker II stand er im April 2021 gegen den SKU Amstetten erstmals im Profikader der Tiroler. Sein Debüt für die Profis in der 2. Liga gab er im selben Monat, als er am 21. Spieltag der Saison 2020/21 gegen den FC Blau-Weiß Linz in der Startelf stand. Dies blieb sein einziger Einsatz für die Profis, nach der Saison 2020/21 verließ er die Tiroler wieder. Nach einem halben Jahr ohne Klub kehrte er im Januar 2022 nach Deutschland zurück und schloss sich dem Regionalligisten FSV Frankfurt an.

### Nationalmannschaft
Reçica spielte im März 2018 dreimal für die kosovarische U-19-Auswahl.